# Espai Nòrdic del Capcir
L'Espai Nòrdic del Capcir, oficialment anomenat Espace Nordique Capcir, és una agrupació de les diferents estacions d'esquí nòrdic de la comunitat de comunes del Capcir i l'Alt Conflent, amb alguns circuits connectats:
- Els Angles, 1.600 a 2.400 m.
- Formiguera, 1.500 a 2.400 m.
- El Capcir-Matamala, 1.700 a 1.800 m.
- Puigbalador, cotes de 1.700 a 2.400 m.

En total són 115 km de pistes, tant de skating com clàssic, repartides segons dificultat en:
- Circuits verds: 21 km.
- Circuits blaus: 54 km.
- Circuits vermells: 41 km.